# دینو بشیروویچ
دینو بشیروویچ (انگلیسی: Dino Beširović؛ زادهٔ ۳۱ ژانویهٔ ۱۹۹۴) بازیکن فوتبال زاده پرتغال است که در تیم ملی فوتبال بوسنی و هرزگوین بازی کرده است.
از باشگاه‌هایی که در آن بازی کرده است می‌توان به باشگاه فوتبال هایدوک اسپلیت اشاره کرد.

## دوران باشگاهی

### سال‌های اولیه
در سن هفت سالگی، در سال ۲۰۰۱، او فوتبال را در باشگاه فوتبال لیتشوئس شروع کرد، جایی که پدرش نایل تحت قرارداد و در حال بازی برای تیم اصلی بود. او در فصل ۲۰۰۴–۲۰۰۳، در شرایطی که پدرش برای جی‌دی بیرا-مار بازی می‌کرد، عضوی از رده جوانان این تیم شد.
هنگامی که دوران بازی حرفه‌ای پدرش به پایان رسید، در سال ۲۰۰۴ به همراه خانواده در بوسنی و هرزگوین ساکن شدند. در اینجا دینو وارد تیم جوانان اسلاون ژیوینیس شد و در سالهای بعد در آنجا ماند.
بشیروویچ از سیستم جوانان آکادمی‌کو ویسئو وارد ورزش فوتبال شد و در فوریه ۲۰۱۵ به عضویت رادنیک بیه‌لینا درآمد.
در تابستان ۲۰۱۴، بشیروویچ به بوسنی و هرزگوین بازگشت و فصل جدید را با عضویت در باشگاه فوتبال پریلوک، که در لیگ سوم ملی قرار داشت، آغاز کرد. با این حال، در حین برگزاری مسابقات لیگ، به رادنیک بیه‌لینا منتقل شد.
او در ۲۸ فوریه ۲۰۱۵ در سن ۲۱ سالگی اولین بازی حرفه‌ای دوران فوتبال خود را در برابر شیروکی بریج انجام داد. در ۱۵ مارس همان سال، او اولین گل حرفه‌ای خود را در تقابل با اسلاویا سارایوو به ثمر رساند.
بشیروویچ تقریباً سه فصل و نیم در باشگاه فوتبال رادنیک بیه‌لینا ماند و در این مدت به کسب اولین جام ملی در تاریخ این باشگاه، با موفقیت در کسب عنوان قهرمانی جام حذفی فوتبال بوسنی و هرزگوین کمک کرد. از سال ۲۰۱۷ نیز کاپیتان تیم بود.

### هایدوک اسپلیت
در ۱۹ ژوئن ۲۰۱۸، بشیروویچ به تیم کروات هایدوک اسپلیت منتقل شد، اما مبلغ انتقال به صورت رسمی هرگز اعلام نشد. او در ۲۹ ژوئیه اولین بازی حرفه‌ای و رسمی خود را برای این باشگاه برابر اوسیک انجام داد. در ۲ اوت، در مرحله مقدماتی لیگ اروپا برابر اسلاویا صوفیا، او دچار آسیب شدید از ناحیه زانو شد که به عنوان پارگی رباط صلیبی قدامی تشخیص داده شد و تا پایان فصل از میادین دور ماند.

## دوران ملی
در اوت ۲۰۱۷، بشیروویچ برای اولین بار به تیم ملی بزرگسالان بوسنی و هرزگوین برای بازی‌های مقدماتی جام جهانی ۲۰۱۸ اروپا، گروه اچ برابر قبرس و جبل‌الطارق دعوت شد، اما او تا ۲۸ ژانویه ۲۰۱۸ برای انجام اولین بازی ملی خود منتظر ماند و در آن زمان در یک بازی دوستانه برابر تیم ملی فوتبال ایالات متحده آمریکا به میدان رفت.

## زندگی شخصی
خانواده دینو بشیروویچ، به خاطر عوارض و نگرانی‌های ناشی از جنگ‌های یوگسلاو، در سال ۱۹۹۲ و دو سال پیش از تولد فرزندشان، دینو، مجبور به جلای وطن و مهاجرت به کشور پرتغال شدند. پدر دینو، نایل بشیروویچ، نیز بازیکن فوتبال و بیشتر دوران حرفه‌ای فوتبال خود را در کشور پرتغال سپری کرد.